# سنا لودیجیانا
سنا لودیجیانا (به ایتالیایی: Senna Lodigiana) یک کومونه در ایتالیا است که در استان لودی واقع شده‌است. سنا لودیجیانا ۲۶٫۹ کیلومتر مربع مساحت و ۲٬۰۷۳ نفر جمعیت دارد.